# Antonio Boselli
Antonio Boselli (1496-1536) was een Italiaanse schilder van de renaissance, voornamelijk actief in Bergamo. Hij werd geboren in San Giovanni Bianco in het Val Brembana en schilderde vanaf 1509 tot 1527, in een stijl die meer doet denken aan de Quattrocento. In Bergamo schilderde hij de heiligen Petrus, Paulus, en Lucas voor de kerk van San Cristoforo.

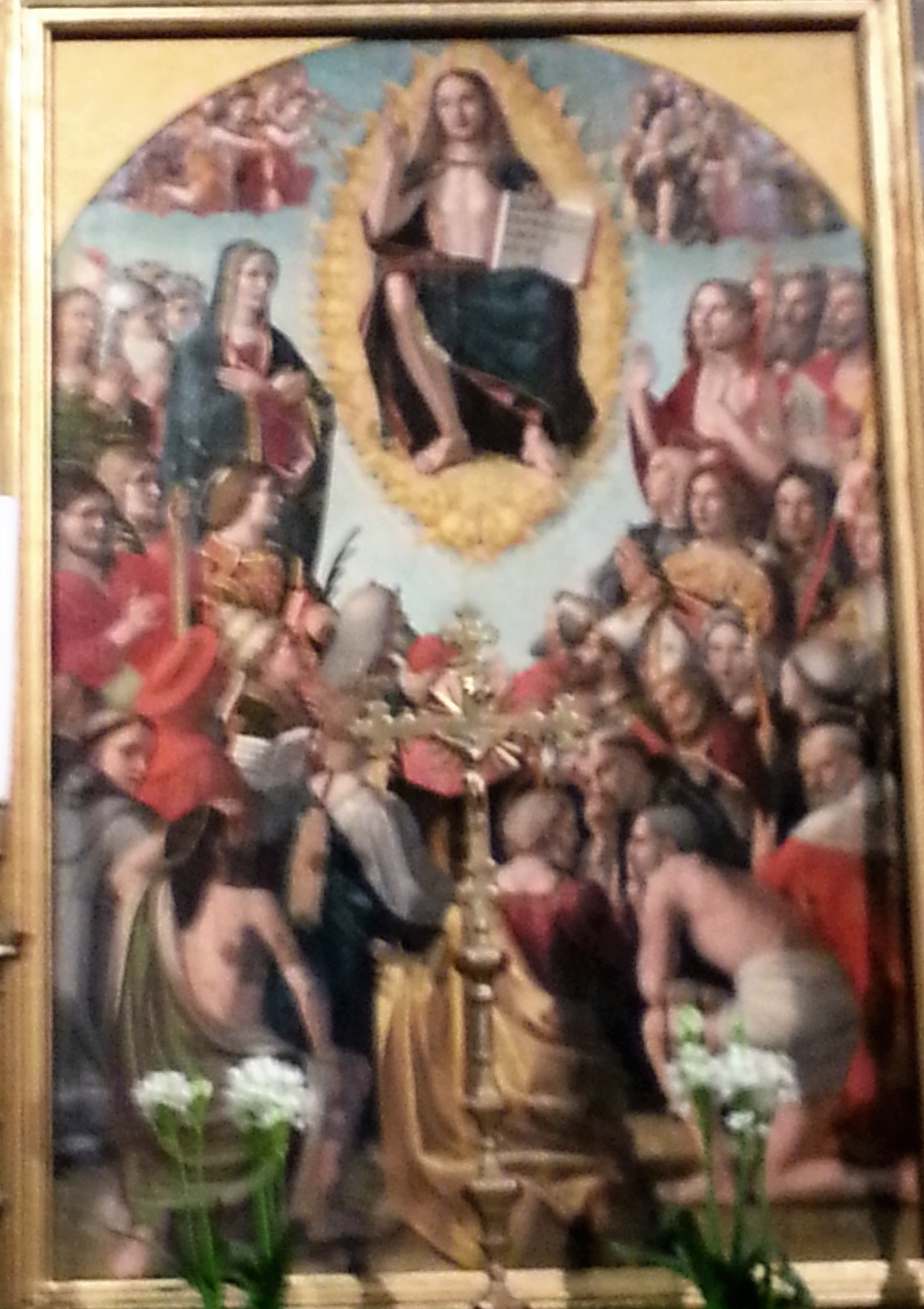
Pala Ognissanti (1514)

- RKD-Nederlands Instituut voor Kunstgeschiedenis: 11076
- Union List of Artist Names: 500042227
- Virtual International Authority File: 95956312